# ファッジドーナツ
ファッジドーナツは、 スコットランドとイングランドの一部における名物菓子である。チョコレートとキャラメルを材料とする。 
ファッジドーナツは、セント・アンドルーズ大学の学生たちの支持を受けている。